# Miss USA 2009
A 58ª edição do concurso Miss USA foi realizada no dia 19 de abril no Planet Hollywood Resort and Casino em Las Vegas, NV. O título ficou com a candidata da Carolina do Norte, a cantora e graduada em língua espanhola e psicologia Kristen Dalton, filha da miss estadual de 1982 e irmã da competidora local no Miss Teen USA 2008. A vencedora recebeu a coroa de sua antecessora, a texana Crystle Stewart.
Billy Bush, apresentador do programa de celebridaes Access Hollywood, e a atriz Nadine Velazquez, a Catalina da série My Name is Earl (transmitida no Brasil pelo canal por assinatura FX) foram os apresentadores do evento. A programação musical das provas de trajes de banho e de gala, respectivamente, foi composta de performances dos novos hits de Kevin Rudolf (Let It Rock) e The Veronicas (Untouched).
Todos os 50 Estados americanos mais o Distrito de Columbia participaram da disputa. A vencedora participou do Miss Universo 2009, no dia 23 de agosto em Nassau, Bahamas.
As candidatas estaduais e do Distrito de Columbia foram eleitas entre junho de 2008 e janeiro de 2009

## Resultados

Mapa mostrando as classificações por Estado

- Miss USA 2009: Kristen Dalton-Carolina do Norte
  - 2º lugar: Carrie Prejean-Califórnia
  - 3º lugar: Alicia-Monique Blanco-Arizona
  - 4º lugar: Laura Kirilova Chukalov-Utah
  - 5º lugar: Maria Elizabeth Montgomery-Kentucky

### Semifinalistas
Top 10: Brooke Daniels (Texas), Kristen Motil (Tennessee), Chanley Painter (Arkansas), Stephanie Smith (Carolina do Sul) e Jessi Pierson (Virgínia Ocidental).
Top 15: Maegan Phillips (Virginia), Erica Nego (Minnesota), Kimberly Gittings (Geórgia), Melissa Weber (Idaho) e Monica Pietzrak (Connecticut)

### Premiações especiais
O título de Miss Simpatia ficou com a representante do Wyoming, Cynthia Pate. Já a candidata da Virgínia Ocidental, Jessi Pierson, venceu o título de Miss Fotogenia através de votação popular realizada no site especial da NBC para o concurso.

### Pontuações
| \| Estado \| Trajes de Banho \| Trajes de Gala \| \| ------------------ \| --------------- \| -------------- \| \| Carolina do Norte \| 9.198 (1) \| 9.470 (1) \| \| Califórnia \| 9.033 (3) \| 9.275 (2) \| \| Arizona \| 9.092 (2) \| 9.189 (3) \| \| Utah \| 8.851 (5) \| 8.849 (5) \| \| Kentucky \| 8.963 (4) \| 9.047 (4) \| \| Texas \| 8.548 (7) \| 8.694 (6) \| \| Tennessee \| 8.442 (9) \| 8.578 (7) \| \| Arkansas \| 8.704 (6) \| 8.419 (8) \| \| Carolina do Sul \| 8.402 (10) \| 8.335 (9) \| \| Virgínia Ocidental \| 8.475 (8) \| 8.296 (10) \| \| Virginia \| 8.199 (11) \| \| \| Minnesota \| 8.150 (12) \| \| \| Geórgia \| 7.946 (13) \| \| \| Idaho \| 7.800 (14) \| \| \| Connecticut \| 7.797 (15) \| \| | Vencedora 2ª colocada 3ª colocada 4ª colocada 5ª colocada Classificação entre as 10 semi-finalistas Classificação entre as 15 semi-finalistas (#) Classificação em cada etapa do concurso |                |
| Estado | Trajes de Banho | Trajes de Gala |
| Carolina do Norte | 9.198 (1) | 9.470 (1)      |
| Califórnia | 9.033 (3) | 9.275 (2)      |
| Arizona | 9.092 (2) | 9.189 (3)      |
| Utah | 8.851 (5) | 8.849 (5)      |
| Kentucky | 8.963 (4) | 9.047 (4)      |
| Texas | 8.548 (7) | 8.694 (6)      |
| Tennessee | 8.442 (9) | 8.578 (7)      |
| Arkansas | 8.704 (6) | 8.419 (8)      |
| Carolina do Sul | 8.402 (10) | 8.335 (9)      |
| Virgínia Ocidental | 8.475 (8) | 8.296 (10)     |
| Virginia | 8.199 (11) |                |
| Minnesota | 8.150 (12) |                |
| Geórgia | 7.946 (13) |                |
| Idaho | 7.800 (14) |                |
| Connecticut | 7.797 (15) |                |

## Candidatas
Estas foram as candidatas que disputaram o título de Miss USA 2009:
| Estado               | Nome                    | Cidade de origem | Idade1 | Altura (pés) | Altura (cm) | Classificação | Premiações | Notas |
| -------------------- | ----------------------- | ---------------- | ------ | ------------ | ----------- | ------------- | ---------- | --- |
| Alabama              | Rachel Philippona       | Dothan           | 19     |              |             |               |            | |
| Alasca               | Jessica Nolin           | Palmer           | 22     |              |             |               |            | |
| Arizona              | Alicia Blanco           |                  | 21     |              |             |               |            | |
| Arkansas             | Chanley Painter         |                  |        |              |             |               |            | |
| Califórnia           | Carrie Prejean          | San Diego        | 21     |              |             |               |            | 2ª colocada no Miss California USA 2008. |
| Colorado             | Patrice Williams        | Colorado Springs | 22     | 5'7"         |             |               |            | |
| Connecticut          | Monica Pietrzak         | Manchester       | 25     | 5'11"        |             |               |            | |
| Delaware             | Kate Banaczak           | Middletown       | 24     |              |             |               |            | |
| Distrito de Columbia | Nicole White            | Washington, DC   | 20     | 5'8"         |             |               |            | Foi Miss District of Columbia Teen USA 2004                                                                                                   |
| Flórida              | Anastagia Pierre        | Plantation       | 20     | 5'9"         |             |               |            | Foi Miss Florida Teen USA 2004 |
| Georgia              | Kimberly Gittings       | Lilburn          | 20     |              |             |               |            | |
| Havaí                | Aureana Tseu            | Mililani         | 25     |              |             |               |            | Foi Miss Hawaii Teen USA 1999 |
| Idaho                | Melissa Weber           | Eagle            | 26     |              |             |               |            | |
| Illinois             | Ashley Bond             | Oswego           | 24     |              |             |               |            | |
| Indiana              | Courtni Hall            | Crawfordsville   | 21     | 5'3"         |             |               |            | Foi Miss Indiana Teen USA 2004 |
| Iowa                 | Chelsea Gauger          | Ankeny           | 19     |              |             |               |            | |
| Kansas               | Courtney Courter        | Olathe           | 23     |              |             |               |            | |
| Kentucky             | Maria Montgomery        | Danville         | 19     |              |             |               |            | |
| Louisiana            | Lacey Minchew           | Baton Rouge      | 24     | 5'7"         |             |               |            | Foi Miss Teen America 2002, representando o Estado da Georgia                                                                                 |
| Maine                | Ashley Underwood        | Benton           | 23     |              |             |               |            | |
| Maryland             | Gabrielle Carlson       |                  | 24     |              |             |               |            | |
| Massachusetts        | Alison Cronin           | Weymouth         | 21     |              |             |               |            | Foi Miss Massachusetts Teen USA 2005 |
| Michigan             | Lindsey Tycholiz        | Sterling Heights | 26     |              |             |               |            | |
| Minnesota            | Erica Nego              | Plymouth         |        |              |             |               |            | |
| Mississippi          | Jessica McRaney         | Terry            | 23     |              |             |               |            | Foi Miss Mississippi Teen USA 2004 |
| Missouri             | Stacey Smith            | Florissant       | 22     |              |             |               |            | |
| Montana              | Misti Vogt              | Kalispell        | 22     | 5'11"        |             |               |            | |
| Nebraska             | Meagan Wingings         | Atkinson         | 23     |              |             |               |            | Foi Miss Nebraska Teen USA e chegou às semifinais (top 10) do Miss Teen USA 2004                                                              |
| Nevada               | Georgina Vaughan        | Las Vegas        | 21     | 5'10"        |             |               |            | Foi Miss Nevada Teen USA 2006 |
| New Hampshire        | Christy Dunn            |                  | 25     |              |             |               |            | |
| Nova Jersey          | Kaity Rodriguez         | Clifton          | 24     |              |             |               |            | |
| Novo México          | Bianca Matamoros-Koonce | Albuquerque      | 22     |              |             |               |            | |
| Nova York            | Tracey Chang            | Nova York        | 25     | 5'7"         |             |               |            | |
| Carolina do Norte    | Kristen Dalton          | Wilmington       | 21     | 5'7"         |             |               |            | Irmã da Miss North Carolina Teen USA 2008 e filha da Miss North Carolina USA 1982, 2ª colocada no Miss North Carolina Teen USA 2005           |
| Dakota do Norte      | Kelsey Erickson         |                  |        |              |             |               |            | |
| Ohio                 | Natasha Vivoda          |                  | 21     |              |             |               |            | |
| Oklahoma             | Lauren Lunday           | Altus            | 25     |              |             |               |            | |
| Oregon               | Sylvie Tarpinian        |                  | 24     |              |             |               |            | |
| Pensilvânia          | Lindsey Nelsen          |                  |        |              |             |               |            | |
| Rhode Island         | Alysha Castonguay       | Woonsocket       | 21     | 5'6"         |             |               |            | Anteriormente Miss Rhode Island Teen USA 2002 e semi-finalista (top 10) no Miss Teen USA 2002. Miss Teen America 2003 e Miss Teen Galaxy 2005 |
| Carolina do Sul      | Stephanie Smith         | Goose Creek      | 21     | 5'7"         |             |               |            | |
| Dakota do Sul        | Jessica Rowell          | Sioux Falls      | 21     |              |             |               |            | |
| Tennessee            | Kristen Motil           | Williamson       | 24     | 5'9"         |             |               |            | |
| Texas                | Brooke Daniels          | Tomball          | 22     | 5'8"         |             |               |            | |
| Utah                 | Laura Chukanov          | Sandy            | 22     | 5'10"        |             |               |            | |
| Vermont              | Brooke Werner           |                  |        |              |             |               |            | |
| Virginia             | Maegan Phillips         | Quantico         | 21     |              |             |               |            | |
| Washington           | Tara Turnure            | Seattle          | 22     |              |             |               |            | |
| Virgínia Ocidental   | Jessi Pierson           | Milton           | 21     |              |             |               |            | |
| Wisconsin            | Alexandra Wehrley       | Pewaukee         | 21     |              |             |               |            | |
| Wyoming              | Cynthia Pate            | Casper           | 22     |              |             |               |            | |

## Jurados

### Da fase preliminar
- Carla Petry
- Chip Lightman
- Lori Levine
- Nick Light
- Randall Winston
- Rich Thurber
- Seth Mayeri

### Da final televisionada
- Robert Earn-CEO do Planet Holywood Resort and Casino;
- Shandi Finnessey-Miss USA 2004;
- Willie Geist-apresentador do Morning Joe do canal MSNBC;
- Brian Graden-representante da MTV
- Shelley Hennig-atriz da novela Days of Our Lives, Miss Teen USA 2004;
- Perez Hilton-blogueiro de celebridades;
- Alicia Jacobs-repórter do Access Hollywood e da afiliada KVBC;
- Claudia Jordan-personalidade televisiva (Deal or No Deal) e participante da segunda temporada do programa Celebrity Apprentice. Foi Miss Rhode Island USA em 1997;
- John Miller-diretor da NBC Universal;
- Kelly Monaco-vencedora da primeira temporada do Dancing With the Stars;
- Kenan Thompson-ator e comediante, integrante do elenco do Saturday Night Live;
- Eric Trump-representante da Trump Organization

## Programação musical
- Apresentação das candidatas: Hot n Cold, de Katy Perry, e That's Not My Name, do The Ting Tings
- Prova de trajes de banho (Top 15): Let it Rock, de Kevin Rudolf
- Prova de trajes de gala (Top 10): Untouched, com The Veronicas

## O caso da miss Califórnia
Pouco depois do concurso, a então miss Califórnia Carrie Prejean foi alvo de severas críticas da mídia por suas opiniões ao jurado e blogueiro de celebridades Perez Hilton sobre o casamento entre pessoas do mesmo sexo na entrevista final. Devido à repercussão e publicidade negativas dadas ao assunto, a Miss USA 1995 Shanna Moakler pediu demissão da coordenação estadual do Miss USA no dia 13 de maio.
À época, Moakler, que posara nua para a Revista Playboy em dezembro de 2001 e casara com o músico Travis Barker (Blink-182), disse:
| “ | Eu não posso mais, com consciência tranquila, continuar apoiando e promovendo a Organização Miss Universo quando eu não acredito mais nela ou nos contratos que eu assinei me comprometendo quando eu era jovem | ” |
|   | — Moakler. |   |

Em 10 de junho, a nova direção do Miss Califórnia USA destituiu Prejean e nomeou sua substituta. A cassação da segunda colocada no concurso nacional mudou a escala de sucessão para Kristen Dalton em caso de vitória no Miss Universo 2009: a terceira colocada (Alicia Blanco, do Arizona) passou a ter a preferência para assumir o título de Miss USA 2009, o que acabou não acontecendo devido à não classificação de Dalton entre as cinco finalistas da etapa internacional.

## Nova coroa
Em parceria com o projeto ambiental Green is Universal, da NBC Universal, a Miss Universe Organization decidiu encomendar uma nova coroa para o Miss USA, a ser adotada a partir deste ano. A tarefa ficou a cargo da empresa Diamond Nexus Labs, que também vai criar a nova coroa do Miss Teen USA. Durante a transmissão do concurso, foi anunciada também a nova coroa do Miss Universo, cujo modelo (também desenvolvido pela empresa) foi escolhido através de votação popular na Internet (apenas para os telespectadores da NBC e Telemundo).

## Televisão
A NBC e a Telemundo transmitiram do evento ao vivo para os EUA, algumas de suas colônias, parte do Caribe e regiões fronteiriças do México e Canadá que recebem o sinal de afiliadas de ambas as emissoras.
Essa foi a segunda vez consecutiva que o Miss USA foi realizado em Las Vegas. Chegou a se cogitar que a sede do Miss Universo 2009 seria na cidade, mas a disputa internacional irá acontecer em Nassau. O evento serviu de teste para o Planet Hollywood Resort and Casino abrigar a disputa internacional, possivelmente em 2010.